# Roger Allo
Roger Allo, né le 7 mai 1906 à Saint-Nazaire et fusillé par l'armée allemande le 24 octobre 1941 à Martignas-sur-Jalle, est un syndicaliste et militant communiste qui combat en Espagne pour la République dans les Brigades Internationales avant de s'engager dans la Résistance.

## Biographie
Roger Allo nait le 7 mai 1906 à Saint-Nazaire (alors Loire-Inférieure). Son père est marin. Il a un frère cadet de six ans, Louis, et une sœur, Régine.

### Activités politiques et syndicales
Roger Allo est chaudronnier aux Chantiers du Sud-ouest à Bacalan, un quartier populaire et industriel de Bordeaux. Il effectue son service militaire au 61e régiment de tirailleurs, à Kenitra au Maroc. Licencié en 1928, il retrouve un emploi chez Malleville & Pigeon, un garage revendeur d'automobiles de la place Sainte-Croix.
Il entre aux Jeunesses communistes de Bacalan en 1925, et est délégué à leur congrès national du 19 octobre 1925. En 1929 et 1930, entré à la CGT, il est le secrétaire du syndicat unitaire des Métaux de Bordeaux. On le trouve en mai 1929 inscrit sur la liste communiste pour les élections municipales de Bordeaux, et il présente en août 1929 à la Bourse du travail un rapport sur les assurances sociales coécrit avec son frère Louis. Attentif à la formation professionnelle, il siège au jury de du CAP de tôlier-formeur. En janvier 1930, Roger est l'un des trois membres du conseil de la 19e entente des Jeunesses communistes,, et le mois suivant il est élu membre du comité régional du Parti communiste. Mais en février 1931, il est exclu du Parti pour indiscipline.

### Les Brigades Internationales

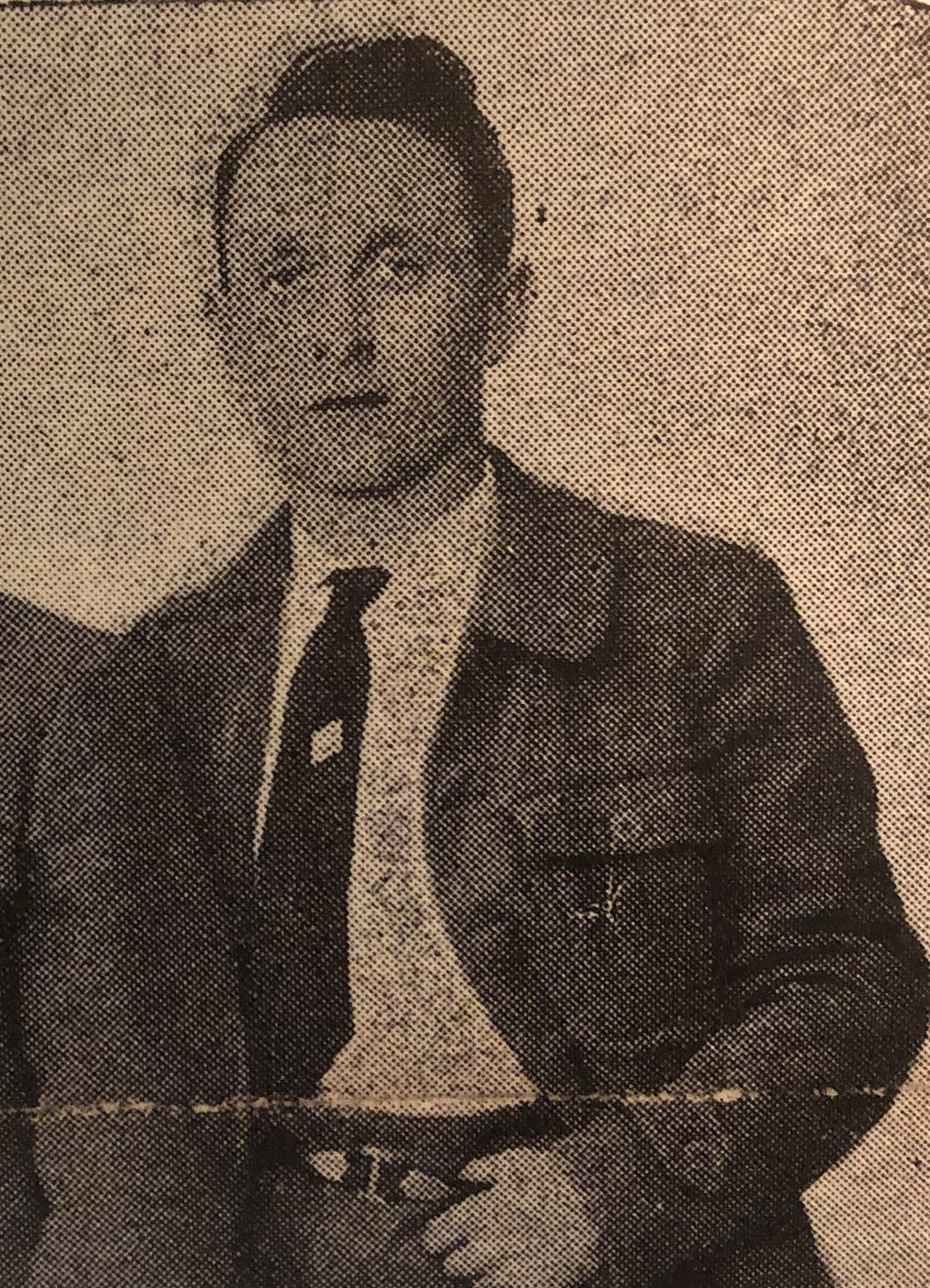
Photographie publiée dans La Gironde populaire, août 1937.

Quand débute la guerre d'Espagne, ses fonctions de secrétaire du Secours Rouge international le font s'impliquer dans le soutien logistique aux Républicains d'outre-Pyrénées.
En 1936, il gagne Albacete, et s'engage avec son frère Louis Allo dans les Brigades Internationales. En 1937, Louis est blessé devant Huesca ; il meurt à l'hôpital, auprès de Roger,. Celui-ci continue le combat encore un an, mais rentre en France en mai 1938 pour y effectuer une période militaire obligatoire. Il retrouve du travail chez un carrossier au 164, cours de la Somme à Bordeaux.

### La Résistance
Après sa démobilisation en 1940, il reprend bien entendu le combat politique au sein d'un Parti communiste désormais illégal.
Le 22 novembre 1940, la police française appréhende Roger et 147 autres militants communistes en application des décrets de l'hiver 1939-1940. Il est interné au 24, quai de Bacalan puis au camp de Mérignac-Beaudésert,. Le 27 février 1941, la préfecture le décrit ainsi, dans une note destinée à la Feldkommandantur : « Militant actif et dangereux, soupçonné de se livrer à l’intérieur du camp à une sournoise propagande révolutionnaire ».
Le 21 octobre 1941, la Résistance abat à Bordeaux un officier allemand : en représailles, l'occupant nazi exige la remise de cinquante otages, : Roger fait partie des hommes que désigne le préfet Pierre-Alype. Le 23, il est conduit à la prison du Fort du Hâ au centre de Bordeaux avec un autre dirigeant communiste ancien brigadiste, le docteur Charles Nancel-Pénard ; là, le préfet leur propose de renier leurs convictions en échange de la vie sauve, ce qu'ils refusent. Ils sont renvoyés à Beaudésert.
Le lendemain 24 octobre 1941, à l'âge de 35 ans, Roger Allo est fusillé par les Allemands au camp militaire de Souge, à Martignas-sur-Jalle,.

## Famille
Sa compagne Ida Goldmann, chimiste française d'origine juive née à Vilnius, qui continue à rendre visite à Roger et Régine alors en détention, est internée à son tour à Beaudésert. En mars 1942, elle sera déportée à Drancy puis le 19 juillet 1942 à Auschwitz, où elle décèdera.
Sa sœur Régine survit à sa déportation politique au camp de Ravensbrück. Elle épouse un compagnon de ses frères, Henri Chassaing, prisonnier de guerre évadé, résistant, militant politique et syndical. Leur fille Henriette dite Cany Poirier, membre du comité central du Parti communiste, dirigeante de la fédération de la Gironde du PCF, députée au Parlement européen, conseillère régionale et conseillère municipale de Floirac, est morte le 24 février 2010.

## Hommages
Une rue de la ville de Bordeaux porte son nom. Des stèles sont également apposées dans l'actuel camp militaire, dans son quartier de Bacalan et à la Bourse du travail de Bordeaux.

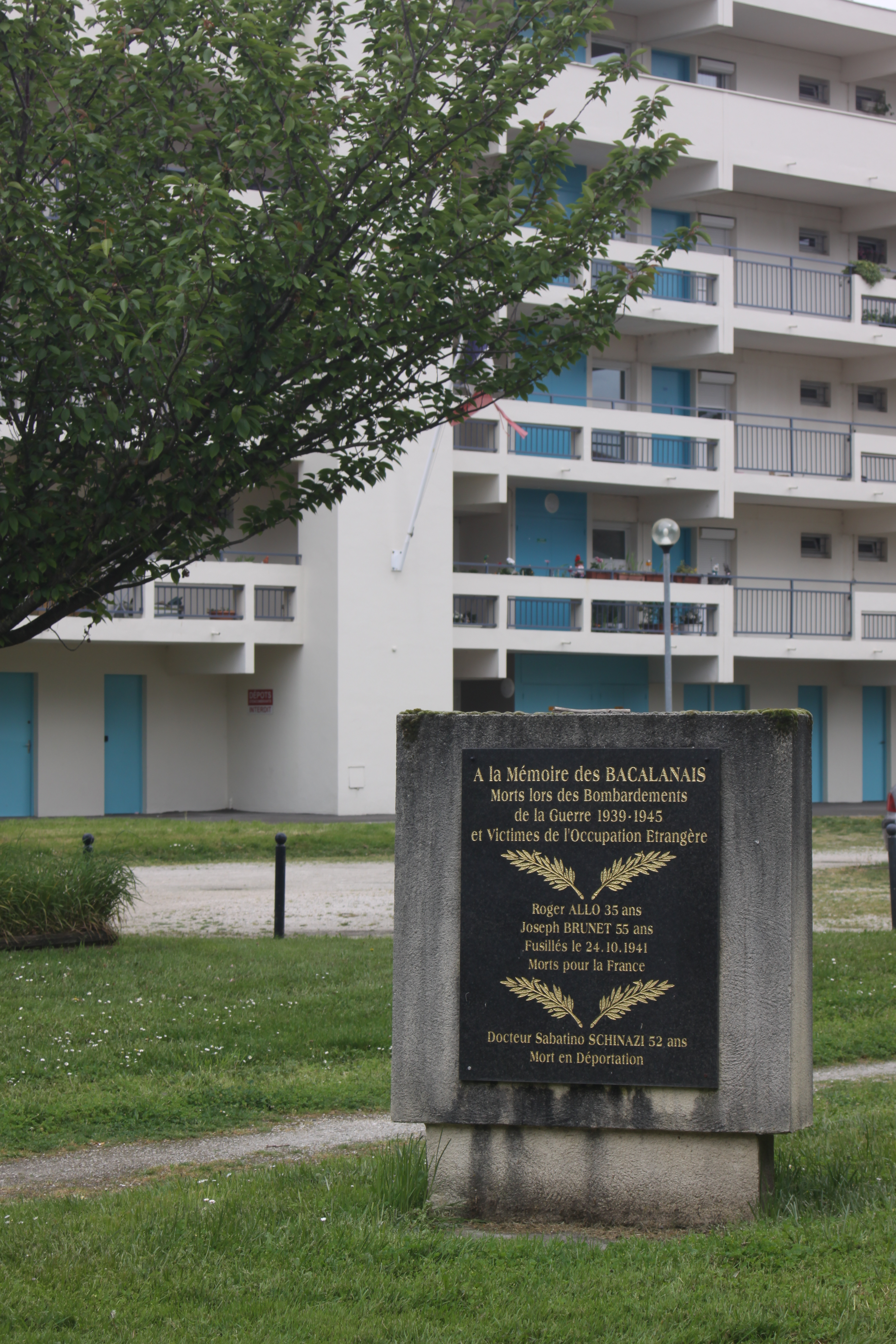
Stèle à la mémoire des habitants de Bacalan victimes de l'occupation